# Cantó de Saint-Saulge
El cantó de Saint-Saulge és un cantó francès del departament del Nièvre, situat al districte de Nevers. Té 11 municipis i el cap és Saint-Saulge.

## Municipis
- Bona
- Crux-la-Ville
- Jailly
- Montapas
- Rouy
- Saint-Benin-des-Bois
- Sainte-Marie
- Saint-Franchy
- Saint-Maurice
- Saint-Saulge
- Saxi-Bourdon

## Història
| Data d'elecció                           | Identitat         | Partit                     | Qualitat |
| ---------------------------------------- | ----------------- | -------------------------- | -------- |
| 1945-1967                                | Guy Laurent       | SFIO                       |          |
| 1967-1973                                | Jean Theuriot     | Sense etiqueta, després PS |          |
| 1973-1979                                | M. Aubert         | Divers droite              |          |
| 1979-1998                                | Georges Berthier  | PS                         |          |
| 1998-                                    | Bernadette Larivé | Divers droite              |          |
| les dades anteriors no són pas conegudes |                   |                            |          |
|                                          |                   |                            |          |

## Demografia
| A partir de 1990: Població sense dobles comptes |